# République socialiste soviétique lituano-biélorusse
 (février 2016).
Si vous disposez d'ouvrages ou d'articles de référence ou si vous connaissez des sites web de qualité traitant du thème abordé ici, merci de compléter l'article en donnant les références utiles à sa vérifiabilité et en les liant à la section « Notes et références ».
27 février 1919 – 31 juillet 1920
Entités précédentes :
- République populaire biélorusse
- RSS de Biélorussie
- RSS de Lituanie

Entités suivantes :
- Pologne
- RSS de Biélorussie
- République de Lituanie

La République socialiste soviétique lituano-biélorusse (RSSLB ou Litbel ; en lituanien Lietuvos-Baltarusijos Tarybinė Socialistinė Respublika, en biélorusse Літоўска-Беларуская Савецкая Сацыялістычная Рэспубліка, en russe Литовско-Белорусская ССР et en polonais Litewsko-Białoruska Republika Rad) était une république contrôlée par les Soviétiques. Elle exista pendant sept mois en 1919, approximativement à l'emplacement de la Biélorussie actuelle et de l'est de la Lituanie. Elle cessa d'exister après son invasion par les Polonais en août 1919.

## Histoire
Après la fin de la Première Guerre mondiale, en novembre 1918, les Allemands, qui occupaient la Biélorussie en tant que puissance tutélaire du Royaume de Pologne (1916-1918), quittent le pays. Les nationalistes biélorusses en profitent pour proclamer l'indépendance d'un premier État, la République populaire biélorusse.
Mais les communistes s'opposent à cet État, qui ne réussit pas à se stabiliser : il disparaît en janvier 1919. La république populaire est alors remplacée par une république socialiste soviétique, qui s'associe le 27 février 1919 avec la république socialiste soviétique de Lituanie, mais occupe seulement une petite partie de l'est du pays actuel.
Vilnius est incluse dans cette partie et elle est aussitôt choisie pour être la capitale de la république. Mais la guerre russo-polonaise commence bientôt et Vilnius est prise par les Polonais en avril. Minsk la remplace jusqu'en août, lorsqu'elle est à son tour envahie et la dernière capitale, Smolensk, tombe le 25 du même mois.
En 1920, l'ancien territoire de la Litbel est partagé entre la Pologne et la République socialiste soviétique biélorusse, aussitôt créée. Le statut de la Biélorussie occidentale sous domination polonaise sera officialisée par la Paix de Riga en 1921.

## Membres du Conseil des commissaires du peuple
Les membres du Conseil des commissaires du peuple (équivalent à un cabinet des ministres), en date du 27 février 1919, étaient :
- Président et commissaire des Affaires étrangères : Vincas Mickevičius-Kapsukas
- Commissaire de l'Intérieur : Zigmas Aleksa-Angarietis (en)
- Commissaire de la Nourriture : Moïse Kalmanovich
- Commissaire du Travail : Semyon Dimanstein
- Commissaire des Finances : Yitzhak Weinstein
- Commissaire des Routes : Aleksandras Jakševičius
- Commissaire de l'Agriculture : Vaclovas Bielski
- Commissaire de l’Éducation : Julian Leszczyński (en)
- Commissaire des Communications : Carl Rozental (К. Ф. Розенталь)
- Commissaire de la Justice : Mieczysław Kozłowski (Мечислав Козловский)
- Commissaire de la Guerre : Józef Unszlicht (en)
- Commissaire de la Santé : Petras Avižonis
- Commissaire de l’Économie populaire : Vladimir Ginzburg
- Commissaire des Affaires sociales : Josif Oldak